# اتفاقية بيرث

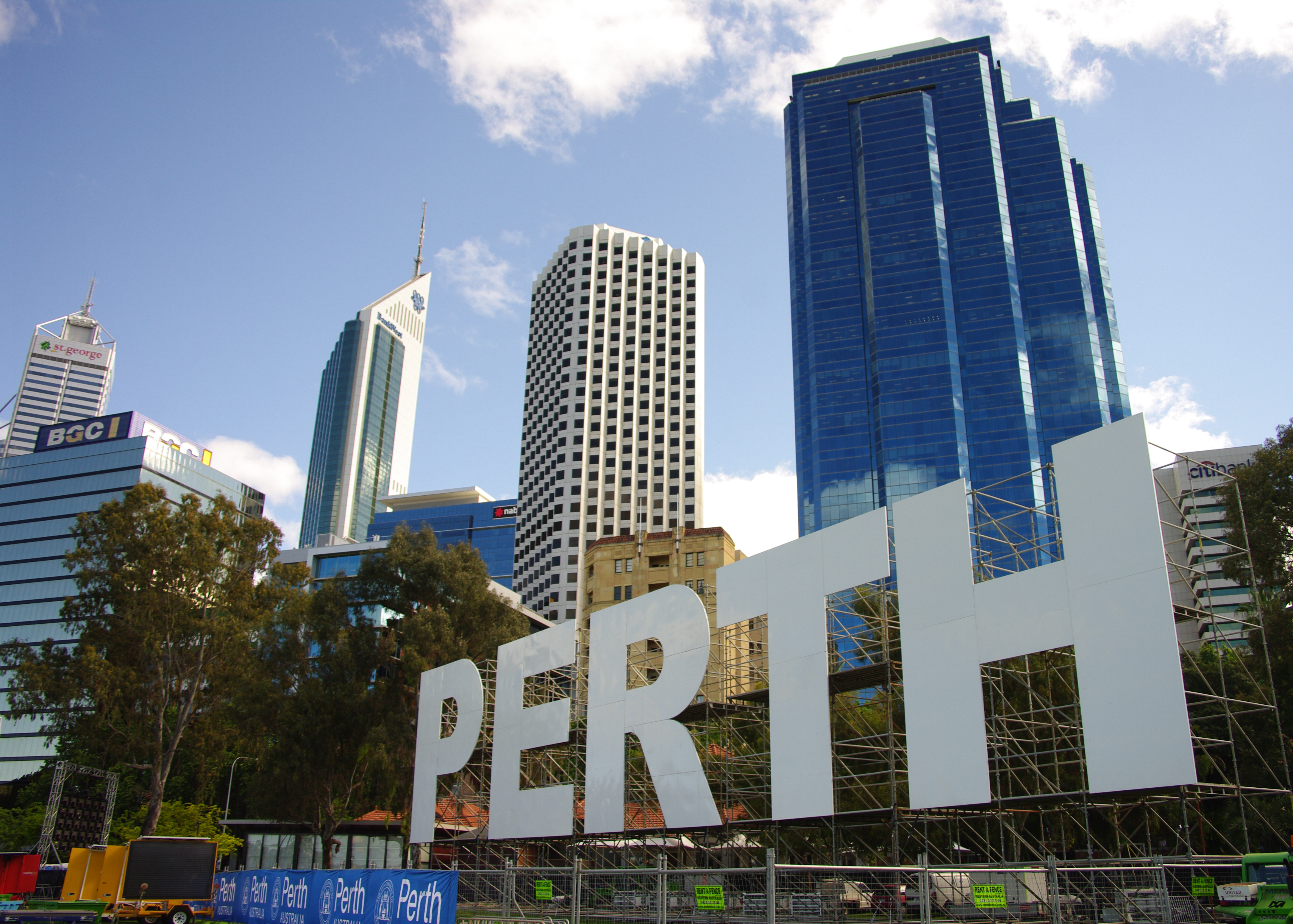
أفق مدينة بيرث

تم إبرام اتفاقية بيرث (بالإنجليزية: Perth Agreement) في أستراليا عام 2011 من قِبَل رؤساء وزراء الولايات الست عشرة المعروفة باسم عالم الكومنولث، والتي اعترفت جميعها في ذلك الوقت بإليزابيث الثانية كرئيسة لدولتها. وافقت الوثيقة على أن تقوم حكومات عالم الكومنولث بتعديل قوانينها المتعلقة بخط الخلافة على العرش البريطاني المشترك والمسائل ذات الصلة. تشمل التغييرات، بإيجاز، ما يلي:
الاستعاضة عن تفضيل البكورة الذكورية (الذي بموجبه يكون للذكور الأسبقية على الإناث في الخلافة المَلَكية) بالبكورة المطلقة (التي لا تميز الجنس كمعيار توريث)، لمن ولدوا بعد 28 أكتوبر عام 2011؛
- إنهاء تنحية أي شخص تزوج من روم كاثوليكي؛
- اشتراط أن يكون الأشخاص الستة الأقرب إلى العرش فقط هم من يطلبون إذن الملك للزواج.
- لم يتم تغيير الحظر المفروض على غير البروتستانت ليصبحوا ملوكًا ولا تغيير شرط تواصلهم مع كنيسة إنجلترا.

وُقَّعت الاتفاقية في أكتوبر عام 2011 في برث، أستراليا، الذي استضاف اجتماع رؤساء حكومات الكومنولث (سي إتش أو جي إم) الذي يعقد كل سنتين. يتم تقاسم المبادئ المؤسسية والدستورية لعالم الكومنولث بالتساوي كما تم سنّها في تشريع وستمنستر لعام 1931، ما جعل عملية التنفيذ طويلة ومعقدة.
بحلول ديسمبر عام 2012، وافقت جميع حكومات المملكة على سنّ القانون. ترأست نيوزيلندا فريقًا عاملًا للتنفيذ. تُعتبر دول الكومنولث - المملكة المتحدة وكندا وأستراليا وجامايكا وبربادوس وجزر البهاما وغرينادا وبابوا غينيا الجديدة وتوفالو وسانت لوسيا وسانت فنسنت وجزر غرينادين وبليز وأنتيغوا وباربودا وسانت كيتس ونيفيس- مستقلة عن بعضها البعض بينما يحكمها عرش واحد من الناحية الدستورية. أكد الفريق العامل أنه، في جميع الحالات، تم سنّ القوانين المناسبة التي اعتمدت دخولها في حيّز التنفيذ على أن هذه القوانين قد صدرت جميعها بشكل رسمي، وكرّر نائب رئيس وزراء المملكة المتحدة ذلك في 26 مارس عام 2015. تم الطعن في قانون كندا في المحكمة لكن تم تأييده لاحقًا.
في اليوم الذي دخلت فيه التغييرات حيّز التنفيذ في مارس عام 2015، كان أول الأشخاص المتأثرين من العنوان الرئيسي هم أبناء السيدة دافينا وندسور، الابنة الكبرى للأمير ريتشارد دوق غلوستر وبريجيت، دوقة غلوستر؛ تم عكس مناصب الخلافة لابن السيدة دافينا الذي يُدعى تان (من مواليد 2012) وابنتها سينا (من مواليد 2010) إذ أصبح تان في المرتبة 29 وأصبحت سينا في المرتبة 28 على التواالي.

## الخلفية
تخضع الخلافة على العرش في كل من دول الكومنولث للقانون العام والدستور. بموجب القانون العام، تم نقل التاج عن طريق تفضيل البكورة الذكورية، والذي بموجبه انتقلت الخلافة أولًا إلى أبناء الملك الشرعيين أو أقرب سلالة له (بحسب شرعيتهم) من حيث ترتيب ولادتهم، ومن ثم لبناتهم مرة أخرى من حيث ترتيب الولادة، بحيث يرث الأبناء دائمًا قبل أخواتهم والأطفال الأكبر سنًا قبل الصغار والأحفاد قبل الأقارب.
تحكم الخلافة قانونا الاتحاد 1707، التي تعيد ذكر أحكام قانون التسوية 1701 ووثيقة الحقوق 1689. كانت هذه القوانين في الأصل تقصر الخلافة على الأحفاد الشرعيين لصوفي بالاتينات (والدة جورج الأول) وتحرم أولئك الذين هم من الروم الكاثوليك أو الذين تزوجوا من الروم الكاثوليك. ومع ذلك، قد يظل أحفاد أولئك الذين تم حرمانهم لكونهم روم كاثوليك أو الزواج منهم مؤهلين للنجاح. بموجب العَرف الذي تم صيغه بصراحة لقانون وستمنستر لعام 1931، لا يمكن تغيير خط الخلافة في أي مجال دون موافقة برلمانات الدول 15 الأخرى.
وُجهت تحديات ضد قانون التسوية، ولا سيما أحكامه المتعلقة بالروم الكاثوليك وتفضيل الذكور. في كندا، حيث يعتبر قانون التسوية جزءًا من القانون الدستوري الكندي، اعترض توني أودونوهيو، وهو سياسي مدني كندي، على الأحكام التي تستثني الروم الكاثوليك من العرش والتي تجعل ملك كندا الحاكم الأعلى لكنيسة إنجلترا. في عام 2002، أطلق أودونوهيو دعوى قضائية جادلت بأن قانون التسوية ينتهك الميثاق الكندي للحقوق والحريات، لكن تم رفض القضية من قِبَل المحكمة.
في المملكة المتحدة، ثمّة جدل متداول حول إلغاء البند الذي يمنع «البابويين» (الرومان الكاثوليك) أو أولئك الذين يتزوجون من الوصول إلى العرش البريطاني. أقرّ البرلمان الاسكتلندي بالإجماع اقتراحًا في عام 1999 يدعو إلى الاستبعاد الكامل لأي تمييز مرتبط بالنظام المّلّكي وإلغاء قانون التسوية. تم تقديم مشروع قانون خاص بالعضو - الخلافة في مشروع قانون التاج - في مجلس اللوردات في ديسمبر عام 2004. ومع ذلك، منعت الحكومة، برئاسة توني بلير، جميع المحاولات لمراجعة قوانين الخلافة بادعاء أنها ستثير الكثير من القضايا الدستورية التي لم تكن ضرورية في ذلك الوقت. استؤنفت القضية مرة أخرى في يناير عام 2009، عندما تم تقديم مشروع قانون عضو خاص لتعديل قانون الخلافة إلى البرلمان. في أوائل عام 2011، قدم عضو البرلمان البريطاني من حزب العمال كيث فاز إلى مجلس العموم في وستمنستر مشروع قانون خاص، والذي يقترح فيه تعديل قانون التسوية لاستبعاد الأحكام المتعلقة بالروم الكاثوليك وتغيير قانون البكورة التي تحكم خط الخلافة على العرش البريطاني من تفضيل الذكور إلى التفضيل المطلق.

## اقتراحات عام 2011

### خط الخلافة
في عام 2011، أعلن نائب رئيس وزراء المملكة المتحدة، نك كلغ، أن الحكومة البريطانية تدرس تغيير القانون. في نفس الوقت تقريبًا، أفيد أن رئيس الوزراء ديفيد كاميرون قد كتب إلى رؤساء وزراء كل من دول الكومنولث 15 الأخرى يطلب دعمهم في تغيير الخلافة إلى التفضيل المطلق وإخطارهم بأنه سيرفع مقترحاته في اجتماع رؤساء حكومات الكومنولث (سي إتش أو جي إم) في بيرث، غرب أستراليا بينما جرت المناقشات خلال القمة، كان اتفاقًا جانبيًا على جدول الأعمال حيث أن معظم الدول الأعضاء في الكومنولث لا تمتلك أي طابع مَلَكي في حكوماتها - وتتمثل الوظيفة الشاملة لرئيس الكومنولث في اجتماع الدول معًا والاحتفال بالخطط والمشاريع والاتفاقات والمبادرات بين جميع أعضائها.
في 28 أكتوبر عام 2011، وافق رؤساء وزراء دول الكومنولث الأخرى على دعم التغييرات المقترحة. تمثل الهدف من التغييرات المقترحة في الاستعاضة عن تفضيل البكورة الذكورية والتركيز المُطلق على جميع الأشخاص في خط الخلافة المولودين بعد 28 أكتوبر عام 2011 وإنهاء استبعاد أولئك الذين تزوجوا من الروم الكاثوليك والحدّ من اشتراط حصول من هم على العرش على إذن من صاحب السيادة للزواج. لكن سيبقى الحظر على أن يصبح الروم الكاثوليك خلفاء للعرش. سيعمل مشروع القانون المعروض على برلمان المملكة المتحدة كنموذجًا للتشريع المطلوب تمريره في بعض المجالات الأخرى على الأقل. كان من الواضح أن الملكة تدعم جميع تلك التغييرات.
صرّح كاميرون: «تتعارض فكرة أن الابن الأصغر يجب أن يصبح ملكًا بدلًا من الابنة الكبرى لمجرد أنه ذكر، أو أن الملك المستقبلي يمكنه الزواج من شخص من أي دين باستثناء الروم الكاثوليك - مع البلدان الحديثة التي أصبحنا عليها الآن». وحول مسألة المتطلبات المستمرة بأن يكون الملك بروتستانتيًا، أضاف كاميرون: «اسمحوا لي أن أكون واضحًا، يجب أن يكون الملك على تواصل مع كنيسة إنجلترا لأنه يُعتير رئيس تلك الكنيسة».